# マニング公式
マニング公式（ - こうしき、英語: Manning formula、マニング則、マニングの粗度係数）は、アイルランドの技術者であった、ロバート・マニングによって考案された水の流れの速度（流速）に関する公式。一般の土木工事や簡単な流速の計算に最も良く用いられ、俗に「流速公式の王様」とも呼ばれるほどである。マニング公式が一般的に用いられる理由として、式が簡単なことと、値がガンギレー・クッタ式とほぼ同一であることが挙げられる。
マニング公式によると、流速v [m/s]は
{\displaystyle v={\frac {1}{n}}R^{\frac {2}{3}}I^{\frac {1}{2}}}
で表される。ここで
- n はマニングの粗度係数 [m-1/3s]。単位はしばしば省略されるが, このnは無次元量ではないので, m-1/3sなどの単位が必要である。
- I は勾配
- R = A /S は径深 [m]
- A は流積 [m2]
- S は潤辺 [m]

を表す。

## 応用例
農業用水路の壁面の劣化による水路補修の目安として用いている。氾濫解析を行う際、流路底面流速を求める際に用いている。
ここでは流路の地目に応じた粗度係数の変化による計算をしている。